# Monica Chintu
Monica Nanyangwe Chintu foi uma política zambiana, uma das primeiras mulheres políticas da Zâmbia.

## Biografia
Antes de entrar no Parlamento, Chintu era activa na Brigada Feminina do Partido Unido para a Independência Nacional (UNIP). Ela cumpriu dois mandatos no Parlamento como deputada (MP). Ela continuou como membro do Parlamento da UNIP por Mbala North nas eleições de 1968, onde foi a única mulher eleita no parlamento. Lá ela falou contra o baixo nível de representação das mulheres na UNIP e no governo. Na eleição de 1973, ela continuou como MP por Senga Hill.
Quando a hierarquia da Brigada Feminina foi estabelecida em 1974, Chintu foi eleita para servir como a sua vice-secretária. Ela foi membro do Conselho de Mulheres da Zâmbia em 1976, elaborando um programa de acção para a Década das Nações Unidas para Mulheres. Como deputada por BC Kankasa na Liga Feminina da UNIP, Chintu participou no primeiro seminário organizado pelo Comité do Movimento das Mulheres Búlgaras (CBWM) após a Segunda Conferência Mundial sobre Mulheres em Copenhaga, em 1980.
Em 2014, o presidente Michael Sata concedeu a Chintu a Ordem Companheira da Liberdade, primeira divisão.